# SVV in het seizoen 1965/66
Het seizoen 1965/1966 was het 12e jaar in het bestaan van de Schiedamse betaaldvoetbalclub SVV. De club kwam uit in de Tweede divisie B en eindigde daarin op de tweede plaats. Dit hield in dat de club promoveerde naar de Eerste divisie. Tevens deed de club mee aan het toernooi om de KNVB beker, hierin werd de club in de groepsfase uitgeschakeld.

## Wedstrijdstatistieken

### Tweede divisie B
|       | Baronie | FC Den Bosch/BVV | D.F.C. | EDO   | Excelsior | Fortuna | Haarlem | Helmondia '55 | Hermes DVS | Limburgia | NOAD  | RCH   | Roda JC | Wilhelmina |
| ----- | ------- | ---------------- | ------ | ----- | --------- | ------- | ------- | ------------- | ---------- | --------- | ----- | ----- | ------- | ---------- |
| Thuis | 3 – 2   | 1 – 1            | 3 – 0  | 4 – 0 | 3 – 2     | 7 – 0   | 0 – 1   | 3 – 1         | 2 – 4      | 2 – 3     | 2 – 0 | 3 – 0 | 0 – 0   | 3 – 2      |
| Uit   | 0 – 1   | 2 – 0            | 5 – 4  | 2 – 4 | 2 – 3     | 2 – 1   | 1 – 1   | 0 – 1         | 0 – 1      | 1 – 1     | 1 – 3 | 1 – 2 | 2 – 0   | 2 – 5      |

### KNVB beker
| Groepsfase                                   | SVV                                           | 3 – 2 (0 – 0) | Hermes DVS                                                                           |
| 19 september 1965 Plaats: Schiedam Harga     | Maarten van Beek 50' Leen Hubert 56', 63'     |               | 78' John Rost 81' Ben Smit                                                           |
| Groepsfase                                   | D.F.C.                                        | 0 – 7 (0 – 5) | SVV                                                                                  |
| 7 november 1965 Plaats: Dordrecht Krommedijk |                                               |               | 3', 4' Jan Rijkuiter 14' Louis Corpeleijn 25', 85' Leen Hubert –', 53' Dick van Dijk |
| Groepsfase                                   | Sparta                                        | 3 – 0 (2 – 0) | SVV                                                                                  |
| 2 januari 1966 Plaats: Rotterdam Het Kasteel | Ole Madsen 20', 69' Gerard van de Kerkhof 31' |               |                                                                                      |

## Statistieken SVV 1965/1966

### Eindstand SVV in de Nederlandse Tweede divisie B 1965 / 1966
| Stand | Gespeeld | Gewonnen | Gelijk | Verloren | Punten | Doelpunten voor | Doelpunten tegen |
| ----- | -------- | -------- | ------ | -------- | ------ | --------------- | ---------------- |
| 2e    | 28       | 17       | 4      | 7        | 38     | 63              | 37               |

### Topscorers
| #              | Naam                          | Goal |
| -------------- | ----------------------------- | ---- |
| 1.             | Dick van Dijk                 | 26   |
| 2.             | Leen Hubert                   | 13   |
| 2.             | Wout van Meeteren             | 13   |
| 4.             | Jan Rijkuiter                 | 4    |
| 5.             | Louis Corpeleijn              | 2    |
| 5.             | Kees van Schie                | 2    |
| 7.             | Maarten van Beek              | 1    |
| 7.             | Aad Osterholt                 | 1    |
| Eigen doelpunt |                               |      |
| –              | Freek Muhlenbruch (Excelsior) | 1    |
| Totaal         | Totaal                        | 63   |

| #      | Naam             | Goal |
| ------ | ---------------- | ---- |
| 1.     | Leen Hubert      | 4    |
| 2.     | Dick van Dijk    | 2    |
| 2.     | Jan Rijkuiter    | 2    |
| 4.     | Maarten van Beek | 1    |
| 4.     | Louis Corpeleijn | 1    |
| Totaal | Totaal           | 10   |